# 幸福交叉線
《幸福交叉線》（英語：Happy Cross），2018年臺灣網路偶像劇，Vidol第四部自製網路威劇。由方宥心、陳璿宇、楊永維、王自強、赫容主演。
全劇3集總長度23分鐘。

## 播出時間

### 首播
| 頻道/影音 | 所在地 | 播出日期      | 播出時間 |
| --------- | ------ | ------------- | -------- |
| Vidol     | 臺灣   | 2018年5月11日 |          |

## 劇情大綱
身為姊姊的芳妤，每天要替任性的媽寶老弟擦屁股，還得面對爸媽的逼婚壓力，與男友愛情長跑八年，男友對於婚事卻一字不提.....而且自己好像還懷孕了，內心有各種焦躁跟不平衡。看著眼前最親的家人，卻不知如何開口.....
這天起床，老天爺給了她一個驚喜，她跟弟弟靈魂交換了！

## 演員列表

### 主要演員
| 演員   | 角色           | 介紹         | 登場集數 |
| 方宥心 | 張芳妤/張偉杰  | 姊姊。       | 全劇     |
| 陳玹宇 | 張偉杰/張芳妤  | 弟弟。       | 全劇     |
| 王自強 | 張清標         | 爸爸。       | 全劇     |
| 楊永維 | 吳睿謙（小吳） | 芳妤的男友。 | 全劇     |
| 赫容   | 黃美鳳         | 媽媽。       | 全劇     |

## 分集視角
本劇為多重視角劇，在特定劇情片段可選擇不同視角觀看其他角色路線。
| 集數 | 視角 | 視角 | 視角 |
| 集數 | 1    | 2    | 3    |
| ---- | ---- | ---- | ---- |
| 1    | 芳妤 | 小吳 |      |
| 2    | 偉杰 | 芳妤 |      |
| 3    | 張母 | 芳妤 | 偉杰 |
| 3    | 小吳 | 偉杰 | 芳妤 |

## 製作團隊
- 監製：陳慧郁
- 助理監製：黃大維
- 導演：林清芳
- 總監：熊鴻斌
- 編劇：黃大維、吳佳韋
- 副導演：徐承暉
- 製作公司：三立電視

## 外部連結
- Vidol影音的Facebook專頁
- 幸福交叉線 Vidol （页面存档备份，存于）